# Paralisia periódica hipocalémica
Paralisia periódica hipocalémica (hipoPP) uma doença hereditária rara caracterizada por episódios de paralisia muscular com duração de algumas horas a 24-48 horas e associada a baixos níveis de potássio no sangue. A doença afeta geralmente os quatro membros e resulta em tetraplegia. Estima-se que a doença afete 1 em cada 100 000 pessoas.